# Gregori I de Túsculum
Gregori I de Túsculum fou suposat fill d'Alberic II de Túsculum, i fou senyor de Galeria, Arce i Preneste, i comte de Túsculum (el primer que va portar aquest títol, car Gregori fou comte Palatí – del Sacre Palau Lateranense). Túsculum era un castell que havia estat construït pel seu pare vers el 950.
Tots els seus descendents foren també comtes de Túsculum. Portava els títols d'"excellentissimus vir", i fou rector apostòlic de Sant'Andrea el 980, senador de Roma el 981, i "Praefectus Navalis".
Durant l'estada de l'emperador Otó II a Roma (982-983) fou l'home de confiança de Silvestre II i després va guiar la revolta contra Otó III i fou nomenat cap de la república romana el 6 de febrer del 1001, després de l'expulsió dels Crescenzi, però va haver de renunciar el 1002 i els Crescenzi van tornar al poder. Va morir abans del 1012 (entre 1002 i 1012).
Es va casar amb Maria (morta vers el 1013). Va deixar tres fils: Alberic III de Túsculum, Teofilacte (Benet VIII) i Romà (Joan XIX).